# Jan Sturmer
Jan Václav Sturmer, v literatuře také Johann Sturmer (1675 Královec – 14. listopadu 1729 Olomouc) byl sochař, představitel vrcholného olomouckého baroka. Narodil se roku 1675 v Královci (Kaliningradu, Königsbergu) ve východním Prusku. Vyznáním byl původně luterán, konvertoval až po příchodu na Moravu (členy Bratrstva sv. Lukáše – sochaři usazení ve městě – mohli být jen katolíci). Zemřel 14. listopadu 1729 v Olomouci na tuberkulózu, pro sochaře tehdy časté onemocnění.

## Tovaryšská léta
Mezi lety 1702–1707 byl tovaryšem v dílně olomouckého sochaře Františka Zürna st.. V té době se také stal účastníkem sporu, jež se týkal stížnosti podané skupinou olomouckých sochařů (Zürn st., Leblass, Thomasberger, Herzog) na Václava Rendera, za to, že jim „fušoval“ do řemesla a odloudil tovaryše Sturmera. V letech 1707–1712 působil ve Svitavách. V roce 1712 se vrátil do Olomouce, kde koupil dům stávající v blízkosti kostela sv. Mořice, kde je dnes pohřben. V okolí sv. Mořice se tehdy usazovala celá řada sochařů, mezi ně patřili např. Schauberger, Zahner, Render. Sturmer bydlel v západní části dnešní ulice 8. května, č. p. 523/3. Následujícího roku se stal měšťanem a byl přijat do cechu.

## Studia, vlivy, následovníci
Na jeho tvorbu mělo silný vliv dílo lombardského sochaře a štukatéra Baldassara Fontany, jeho práce jsou vytvořeny v duchu zásad berniniovské školy. Ovlivnil jimi vývoj moravského sochařství první čtvrtiny 18. století. K jeho významu také přispívá zásluha za angažování celé řady mladých tovaryšů, mnozí z nich pak prosluli svými vynikajícími díly. Patří mezi ně zejména: Jiří Antonín Heinz (1698–1759; ve Svitavách dostal u Sturmera svoji první zakázku), Jan Antonín Richter (1712–1762), Filip Sattler (1695–1738; u něj není jasné, zda byl tovaryšem u Sturmera či u Thomasbergera) a v neposlední řadě také Jan Jiří Schauberger (před 1700–1744), který se oženil se Sturmerovou dcerou. V jeho dílně byli také vedeni Josef Winterhalder st. (1702–1769) a Ondřej Zahner (1709–1752).

## Dílo

### Zakázky pro klášter Hradisko
Jeho dílo zahrnuje zejména realizace dle zakázek církve. Ve 20. letech 18. století intenzivně pracoval pro premonstráty z olomouckého kláštera Hradisko (výzdoba varhan a kazatelny konventního kostela, socha Panny Marie nyní v Pavlovické ulici). Pro tamní prelaturu také vytvořil čtveřici soch jejích knížecích zakladatelů, umístěných na štítu budovy.

### Svatý Kopeček u Olomouce

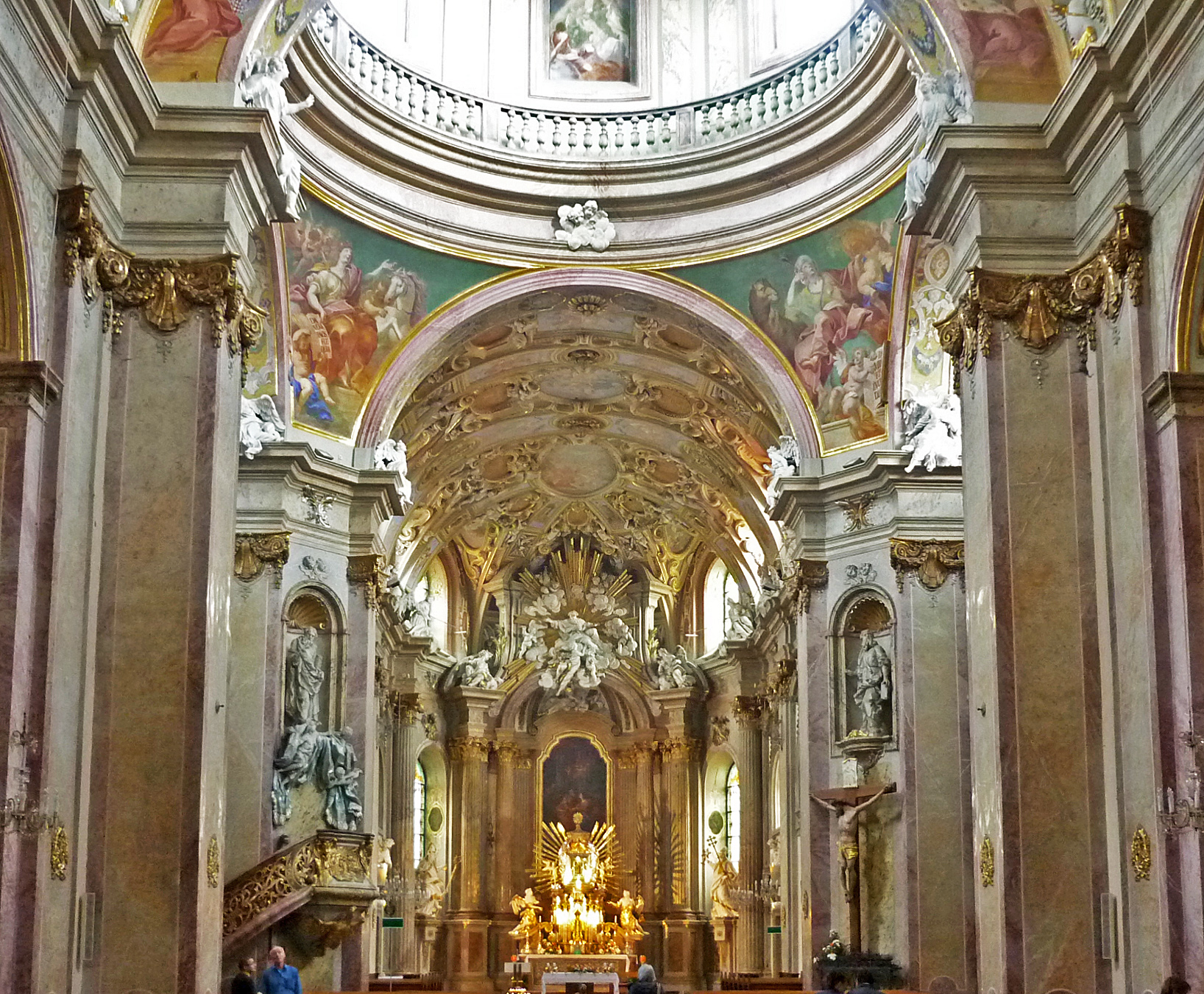
Na výzdobě hlavního oltáře baziliky Navštívení Panny Marie na Svatém Kopečku spolupracoval v roce 1725 Jan Sturmer s Baltazarem Fontanou.

Řadu prací pak vytvořil pro poutní areál na Svatém Kopečku. Zde spolupracoval s Fontanou na modelu hlavního oltáře a jeho výzdobě (1725) a na štukové dekoraci interiéru (16 plastik andělů na korunní římse). Sám pak zpracoval návrh varhanní kruchty a výzdobu varhan, a na starosti měl také kompletaci oltáře. K němu začal tvořit dvojici soch adorantů a Fontanou navržený tabernákl. Oboje po jeho smrti dokončil Winterhalder. Jeho dílem jsou také sochy světců sv. Rocha a sv. Šebestiána na římse rezidence po straně kostela. Pro náměstíčko pod jižní stranou baziliky vypracovala jeho dílna sousoší sv. Jana Nepomuckého (podoba venkovské piazzetty).

### Realizace v centru Olomouce

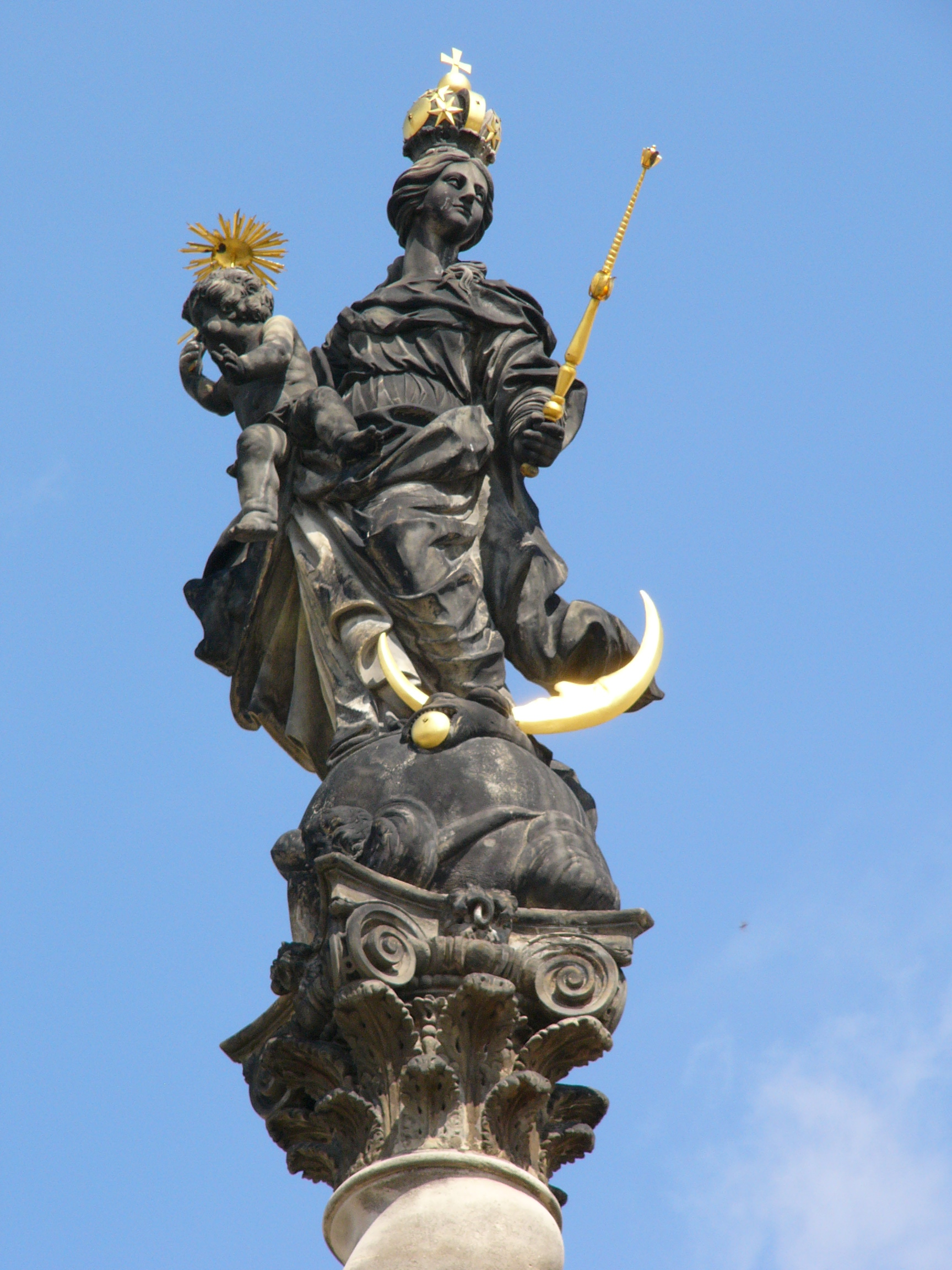
Jan Sturmer vytvořil sochu Panny Marie Immaculaty na Mariánském sloupu v Olomouci.

Ve městě Olomouci pak na zakázku jezuitů vytvořil část mobiliáře jejich nového kostela (bazilika Panny Marie Sněžné). Pro kostel sv. Mořice vytesal pískovcovou sochu anděla s nádobou na svěcenou vodu (20. léta 18. století). Archivně je doloženo 14 bust pro hraběte Brajdu (poprsí římských císařů na atice kanovnické rezidence ve Wurmově ulici 577/7. Tyto busty byly vytvořeny do roku 1704 a jde tak o jeho nejstarší olomoucké práce.
K jeho nejdůležitějším pracím patří sochařská výzdoba Mariánského sloupu na Dolním náměstí v Olomouci (1718–1725). Vytvořil sochu Panny Marie Immaculaty, sochu svatého Františka Xaverského a sochu svatého Karla Boromejského. Zde se objevuje otázka šesti modelů Tobiáše Schütze, které snad byly pro realizaci použity. Pro tyto sochy jsou charakteristické Sturmerovské kompoziční typy a jejich objemovost, patří k vrcholům jeho tvorby.

### Mariánské a světecké sloupy
Realizoval také několik kamenosochařských votivních děl: sloup Nejsvětější Trojice v Kroměříži na Riegrově náměstí, mariánský sloup ve Svitavách v Moravské Třebové (1715–1718), v Rychnově, Vendolí, Potštátě, světecké sloupy v Kunčině, trojiční sloup ve Fulneku a sochy u mariánského sloupu v Litovli.

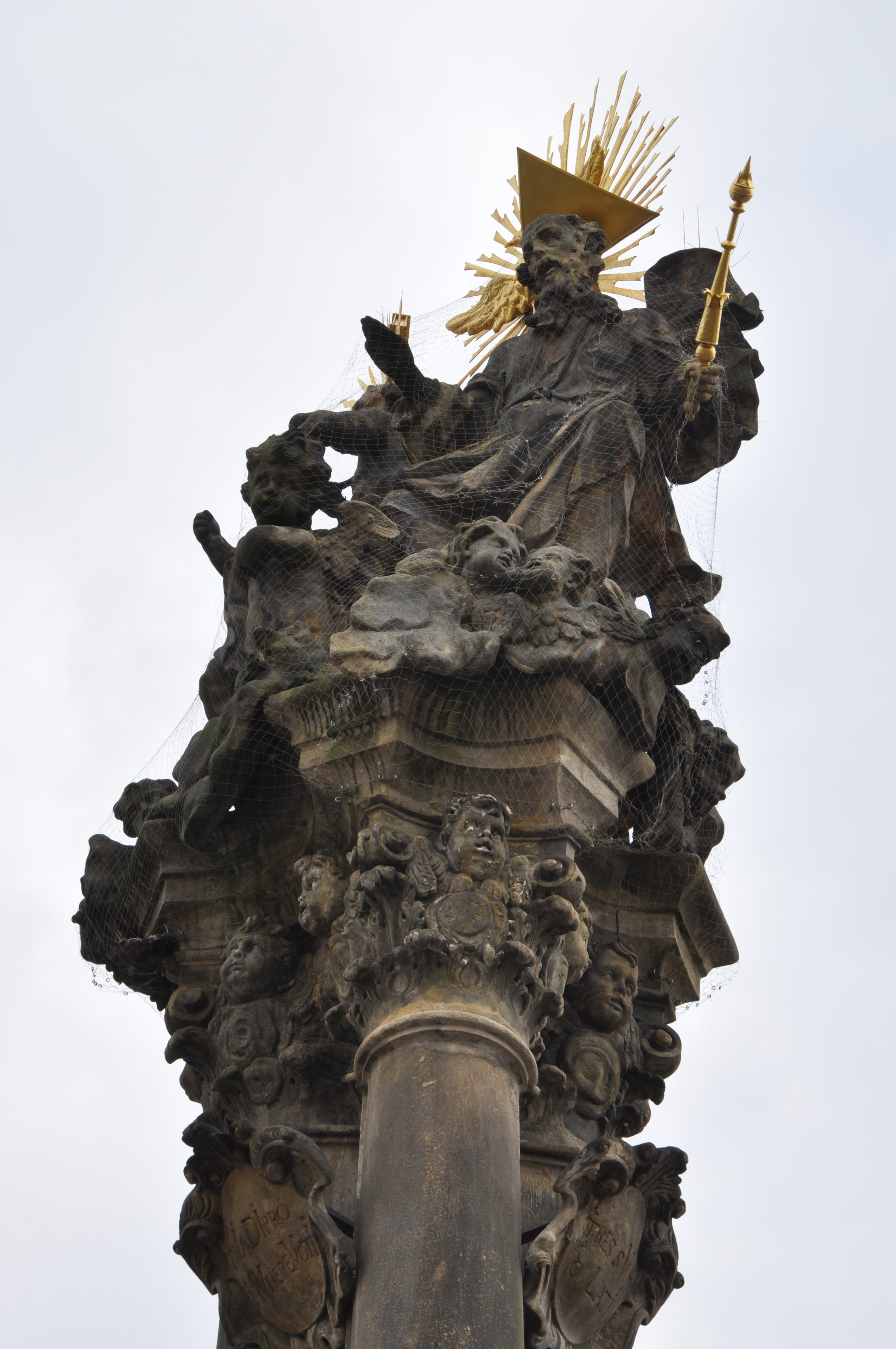
Sousoší Nejsvětější Trojice na sloupu Nejsvětější Trojice v Kroměříži
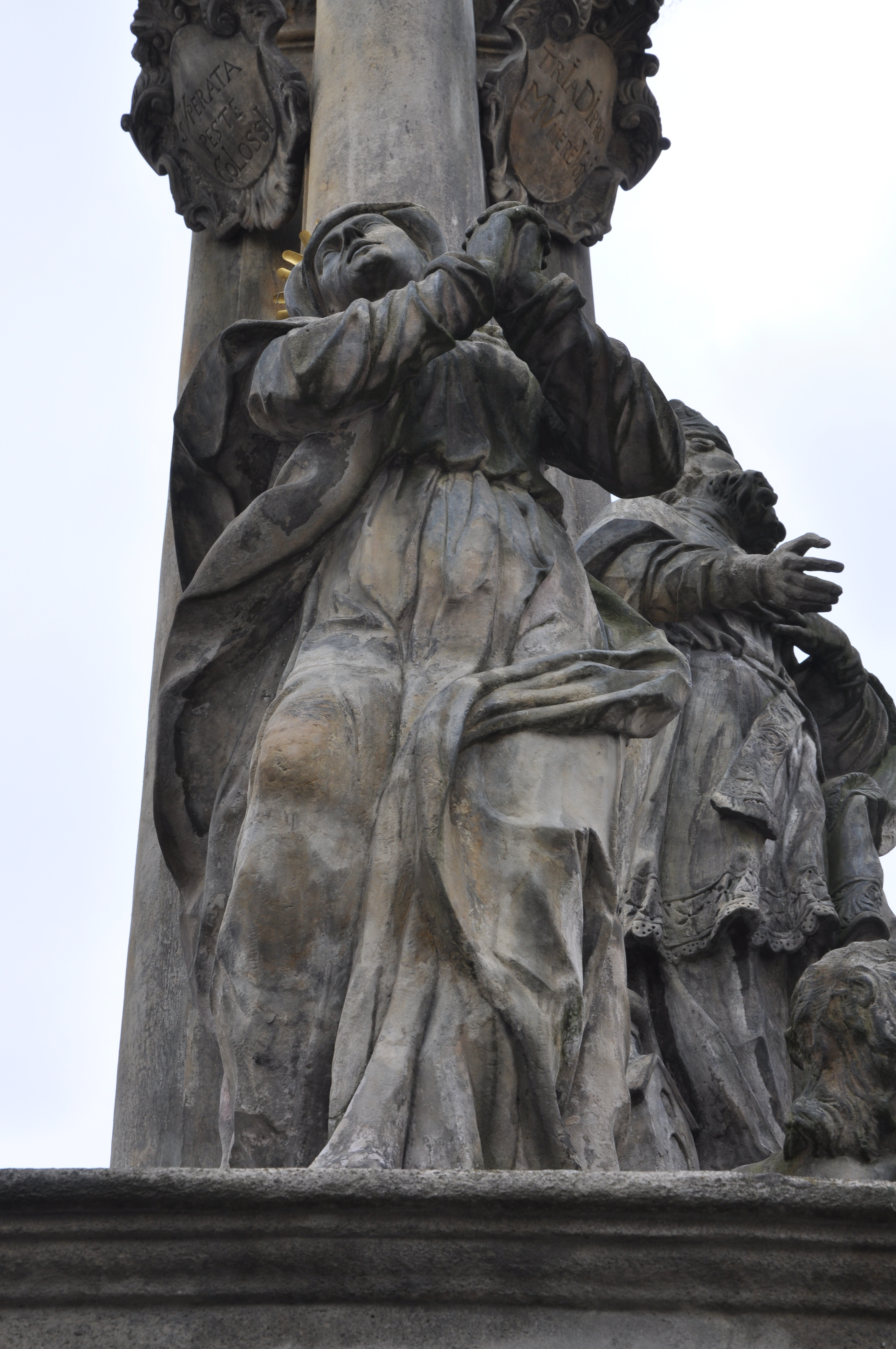
Socha svaté Anny na sloupu Nejsvětější Trojice v Kroměříži
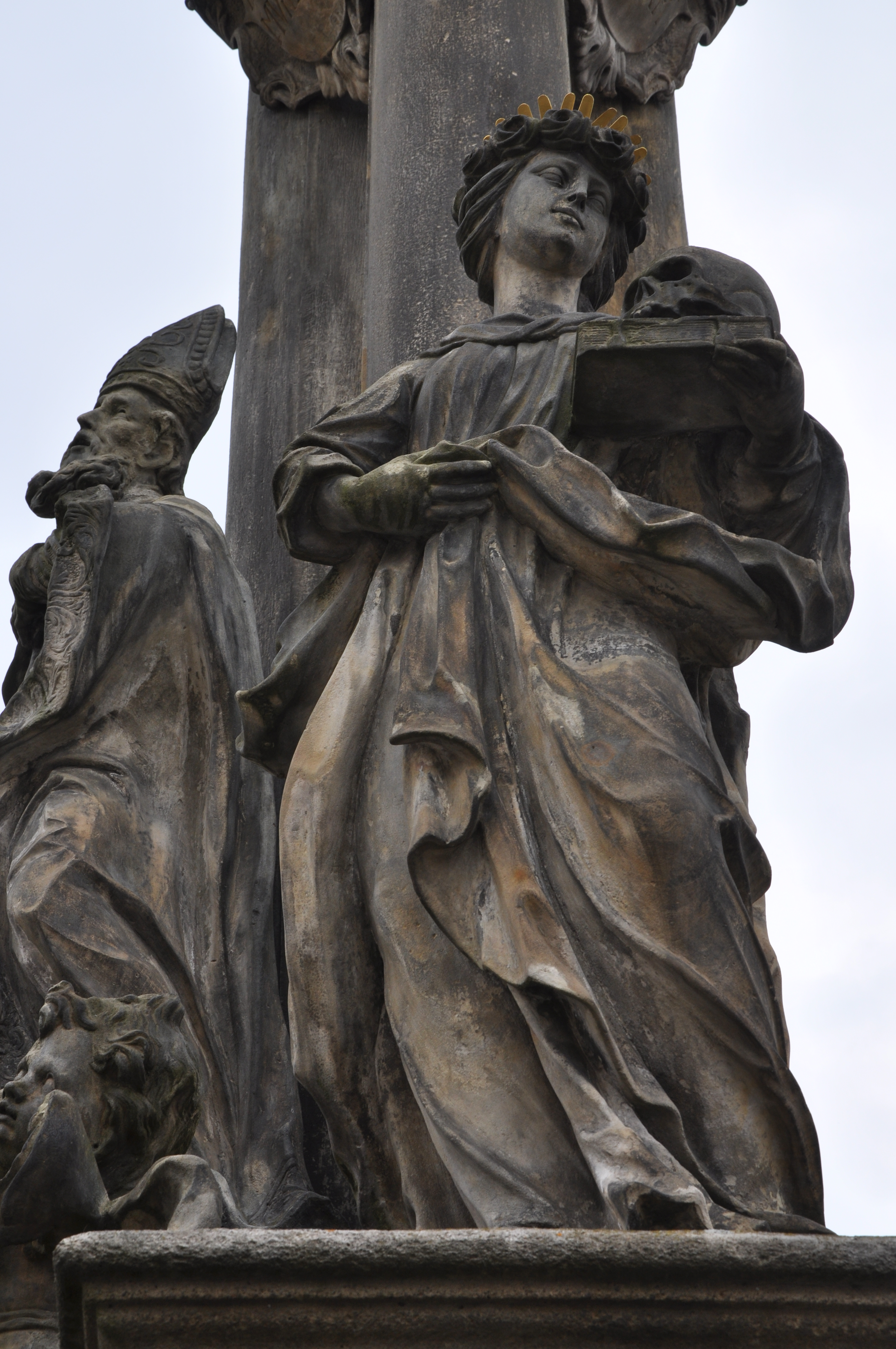
Socha svaté Rozálie na sloupu Nejsvětější Trojice v Kroměříži
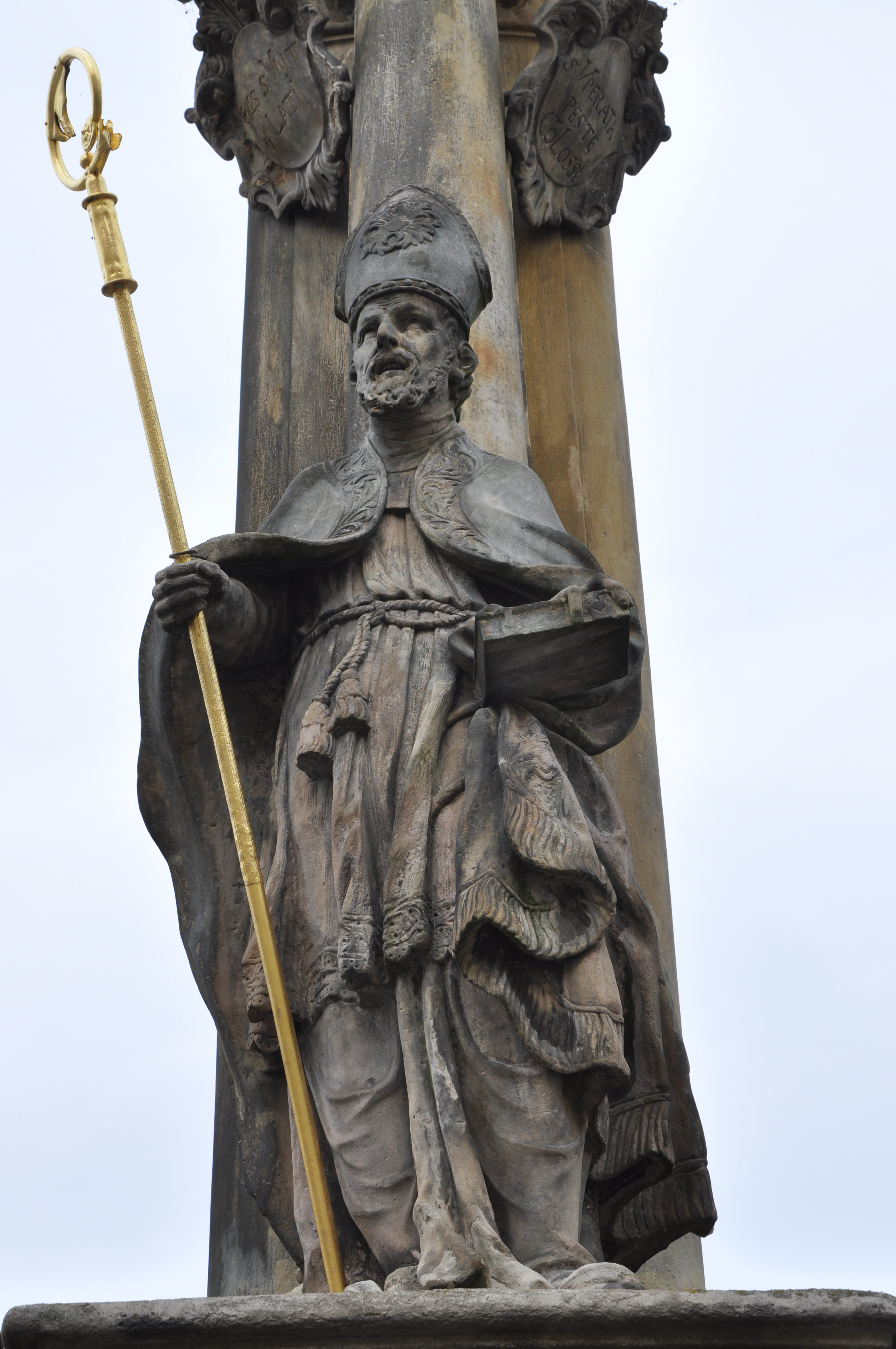
Socha svatého Eligia na sloupu Nejsvětější Trojice v Kroměříži
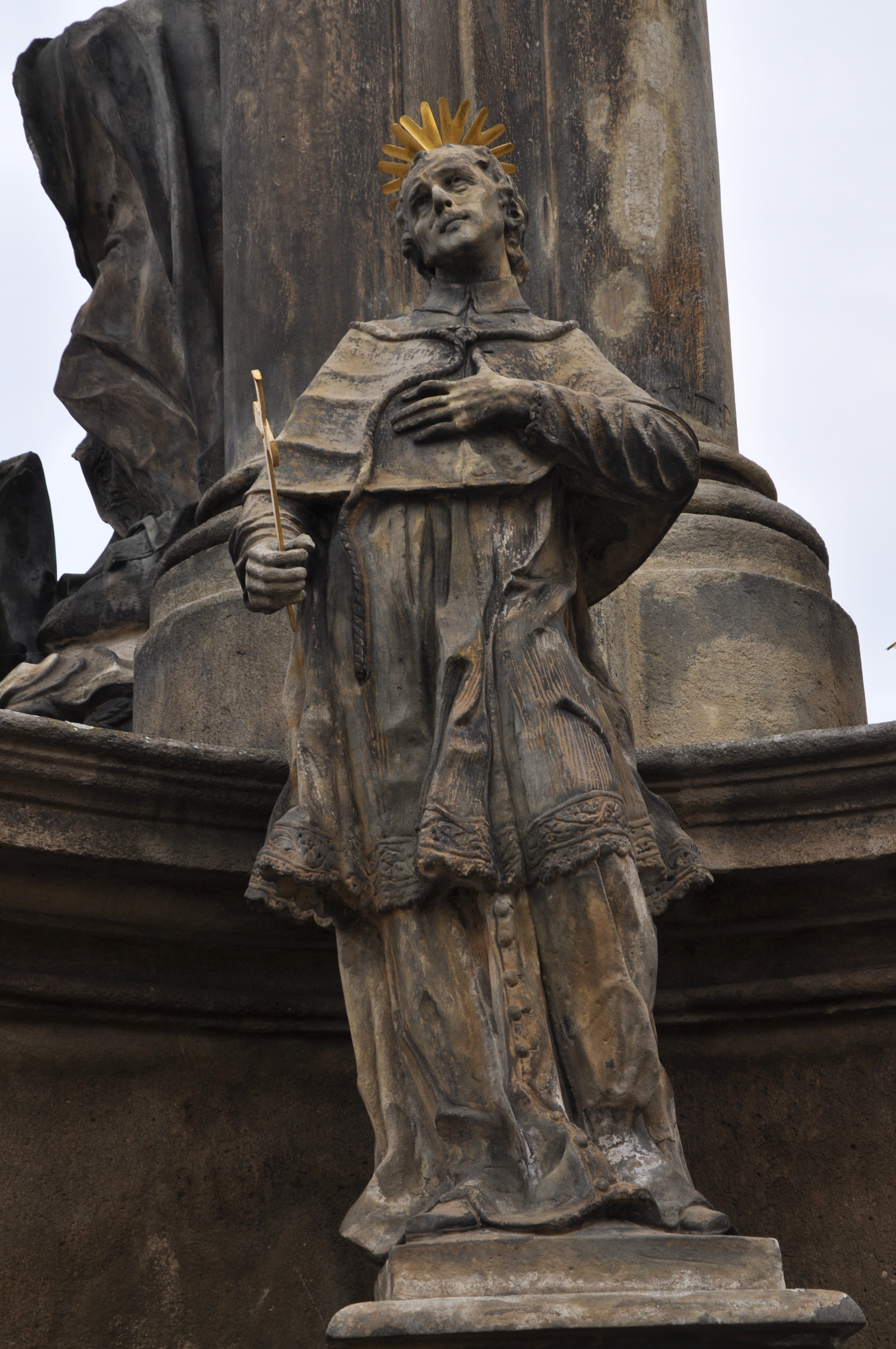
Socha svatého Karla Boromejskéko na sloupu Nejsvětější Trojice v Kroměříži
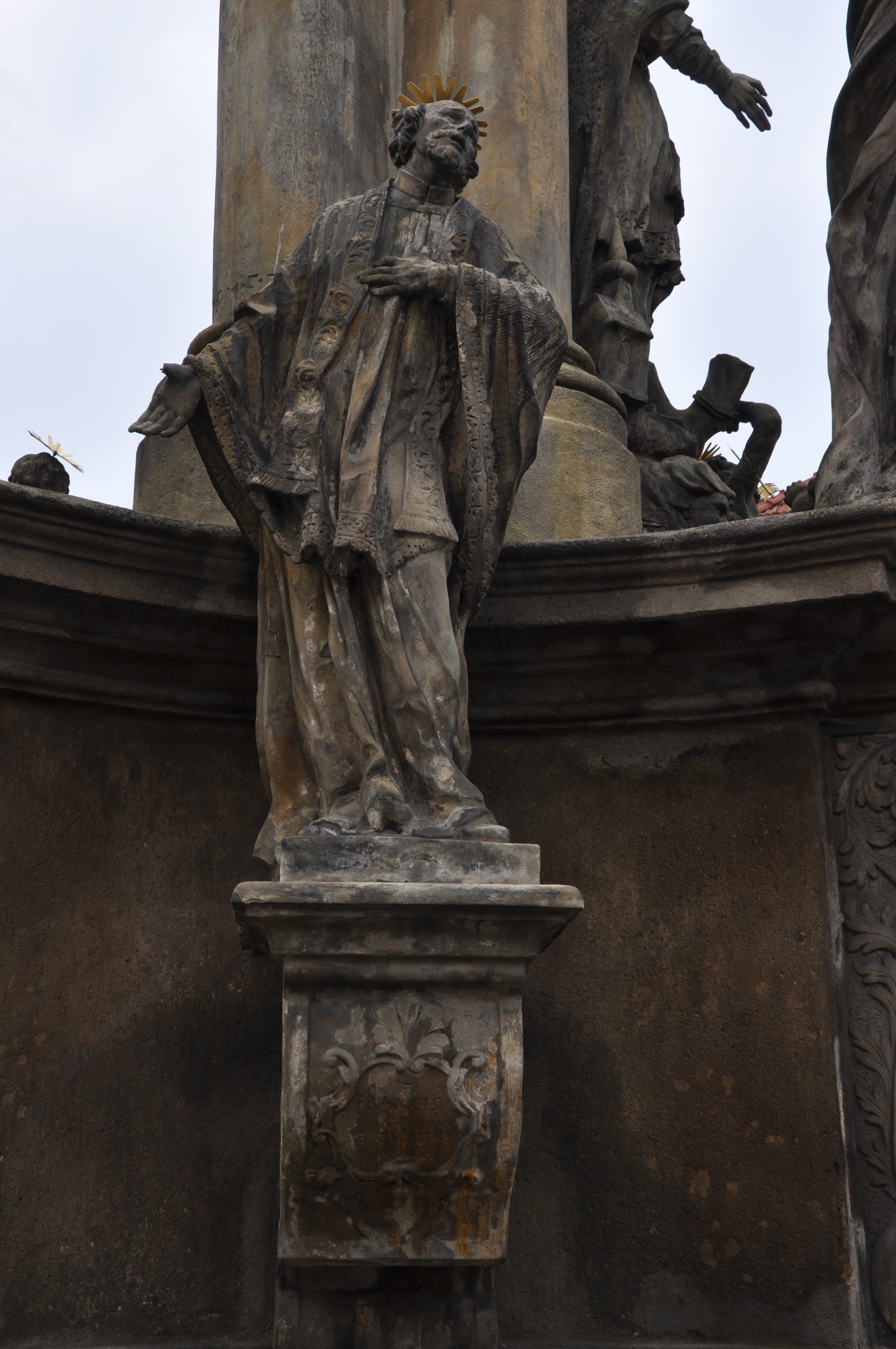
Socha svatého Františka Xaverského na sloupu Nejsvětější Trojice v Kroměříži
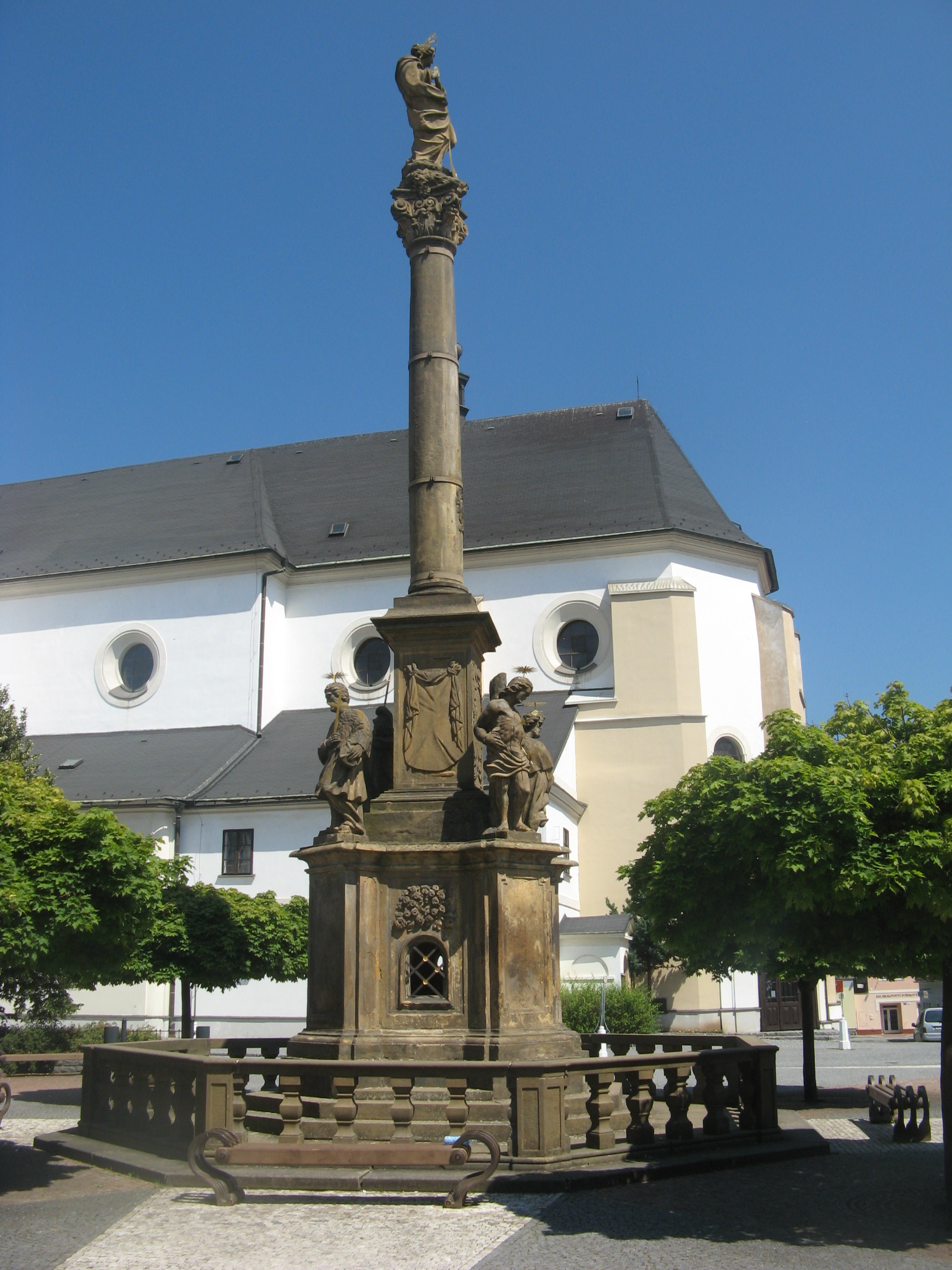
Mariánský sloup ve Svitavách
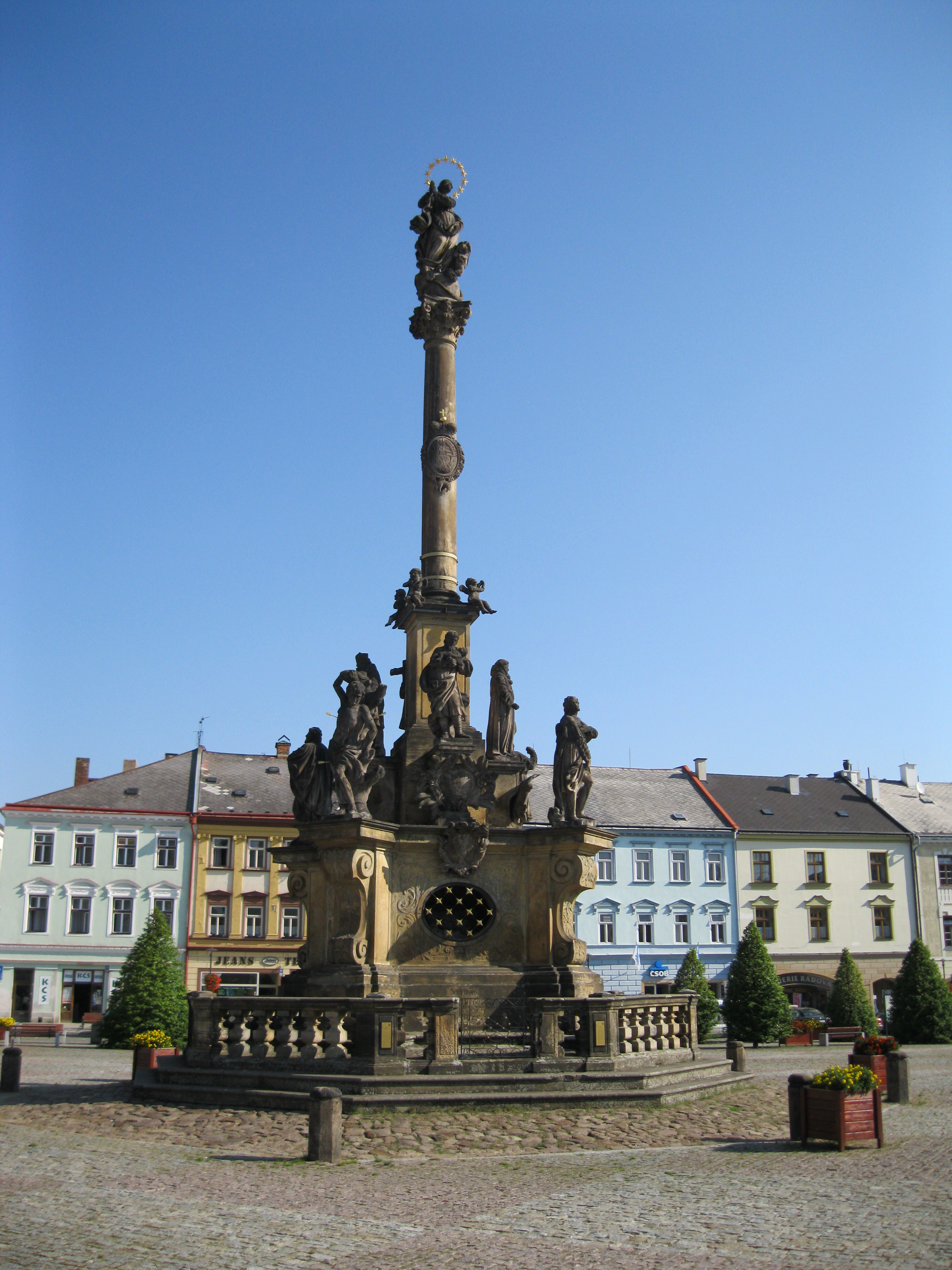
Mariánský sloup v Moravské Třebové
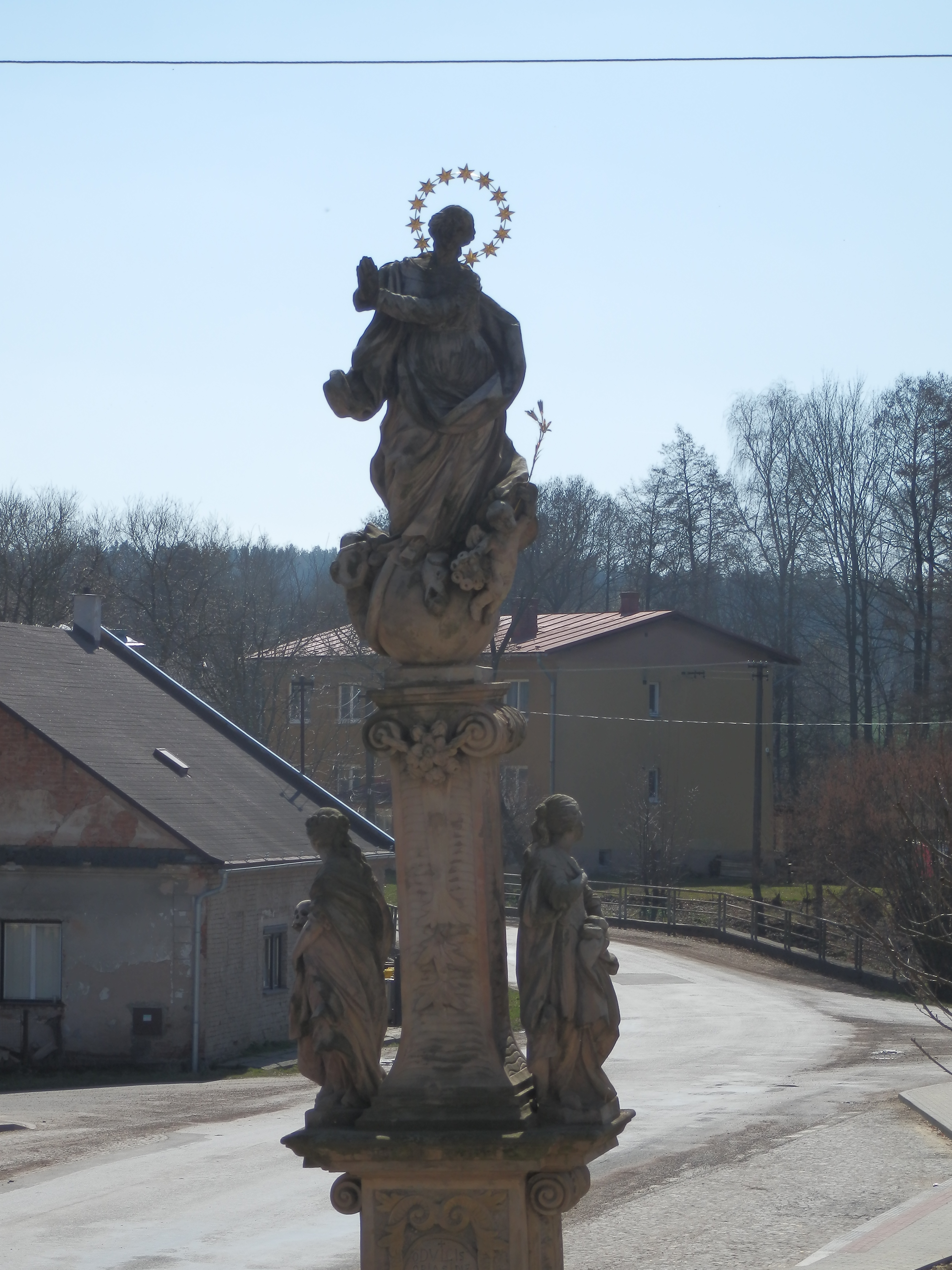
Mariánský sloup Panny Marie Immaculaty v Rychnově
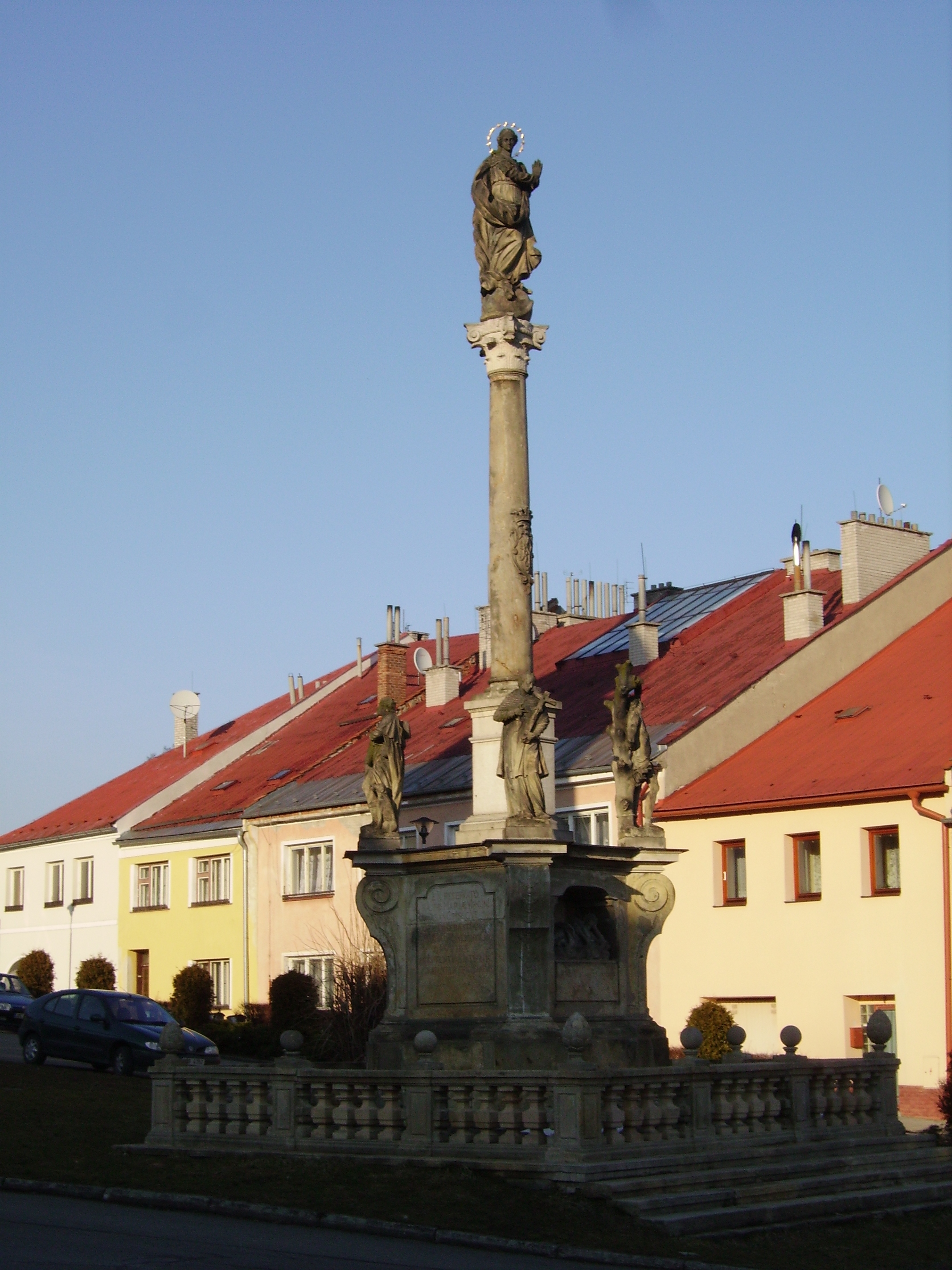
Mariánský sloup v Potštátě
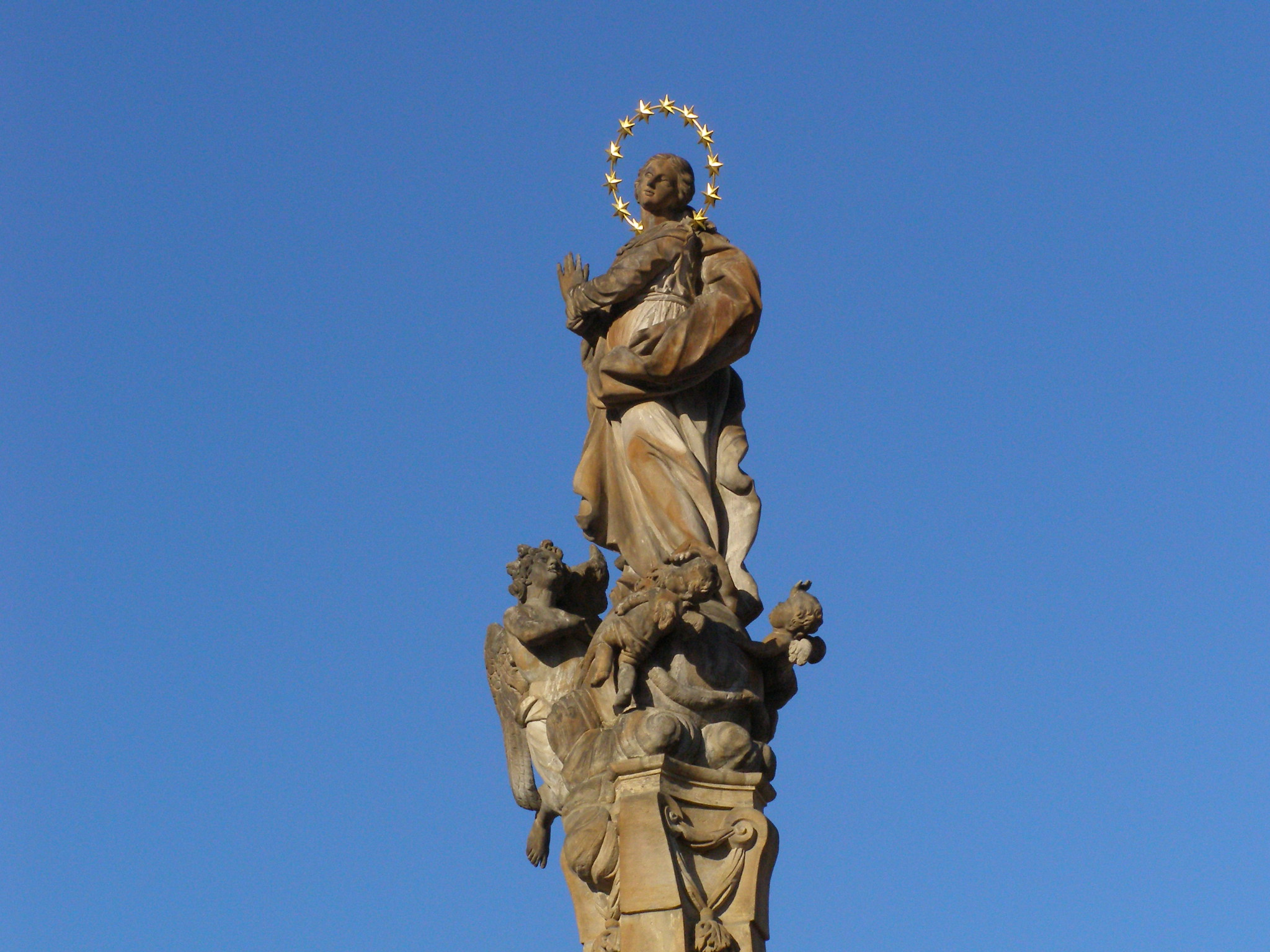
Socha panny Marie na mariánském sloupu v Litovli

### Drobnější samostatné práce

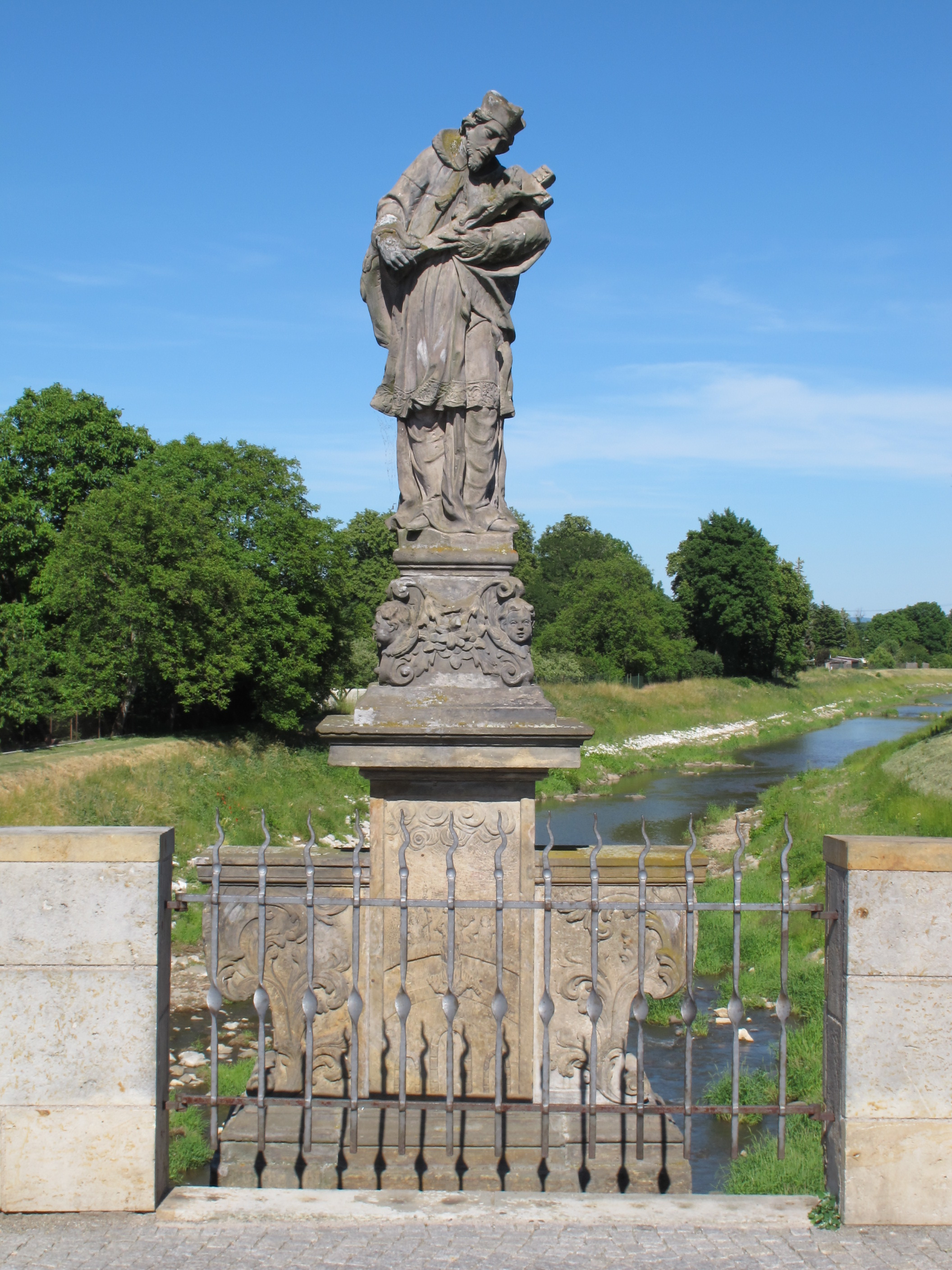
socha svatého Jana Nepomuckého na Svatojánském mostu v Litovli.

K jeho dílu patří také celá řada samostatných soch a drobnějších realizací. Sem spadá např. dřevěná socha sv. Pavlíny (po 1715, výška ~155 cm, nese zbytky původní polychromie), dále socha sv. Barbory (1715, ~155 cm, dřevo, fragmenty polychromie). Obě byly původně umístěny na fasádě kovárny v Řepčíně. Vytvořil také dvojici andělů (atlantů), kteří byli původně umístěni v kostele sv. Floriána v Moravské Huzové (20. léta 18. st., ~155 cm, dřevo, fr. polychr.). Z jednotlivých statuí stojí za pozornost také socha sv. Jana Nepomuckého v Šumvaldě (1713), Litovli (1718) a Bílé Lhotě (1726), socha Panny Marie ve Fulneku (~1718), v Olomouci na Nových Sadech (20. léta 18. st.) a socha sv. Barbory v Cholině (1715).

## Charakteristika stylu
Pro jeho sochařské práce je charakteristická velkorysá objemovost figur budovaná s modelační jistotou. Typické jsou také klidné postoje a elegantní gesta postav. Pro práci jeho dílny i jeho samotného je specifické časté opakování již zavedených kompozičních schémat.